# Jõelähtme
Jõelähtme (tyska: Jegelecht) är en by i norra Estland. Den är centralort i Jõelähtme kommun i landskapet Harjumaa. Antalet invånare var 120 år 2011.
Jõelähtme ligger utmed riksväg 1, 22 km öster om huvudstaden Tallinn. Genom byn rinner vattendraget Jõelähtme jõgi, vänsterbiflöde till Jägala jõgi. 
Den är kyrkby i Jõelähtme socken. Inom estniska evangelisk-lutherska kyrkan ingår Jõelähtme församling i Ida-Harju kontrakt. 

## Galleri

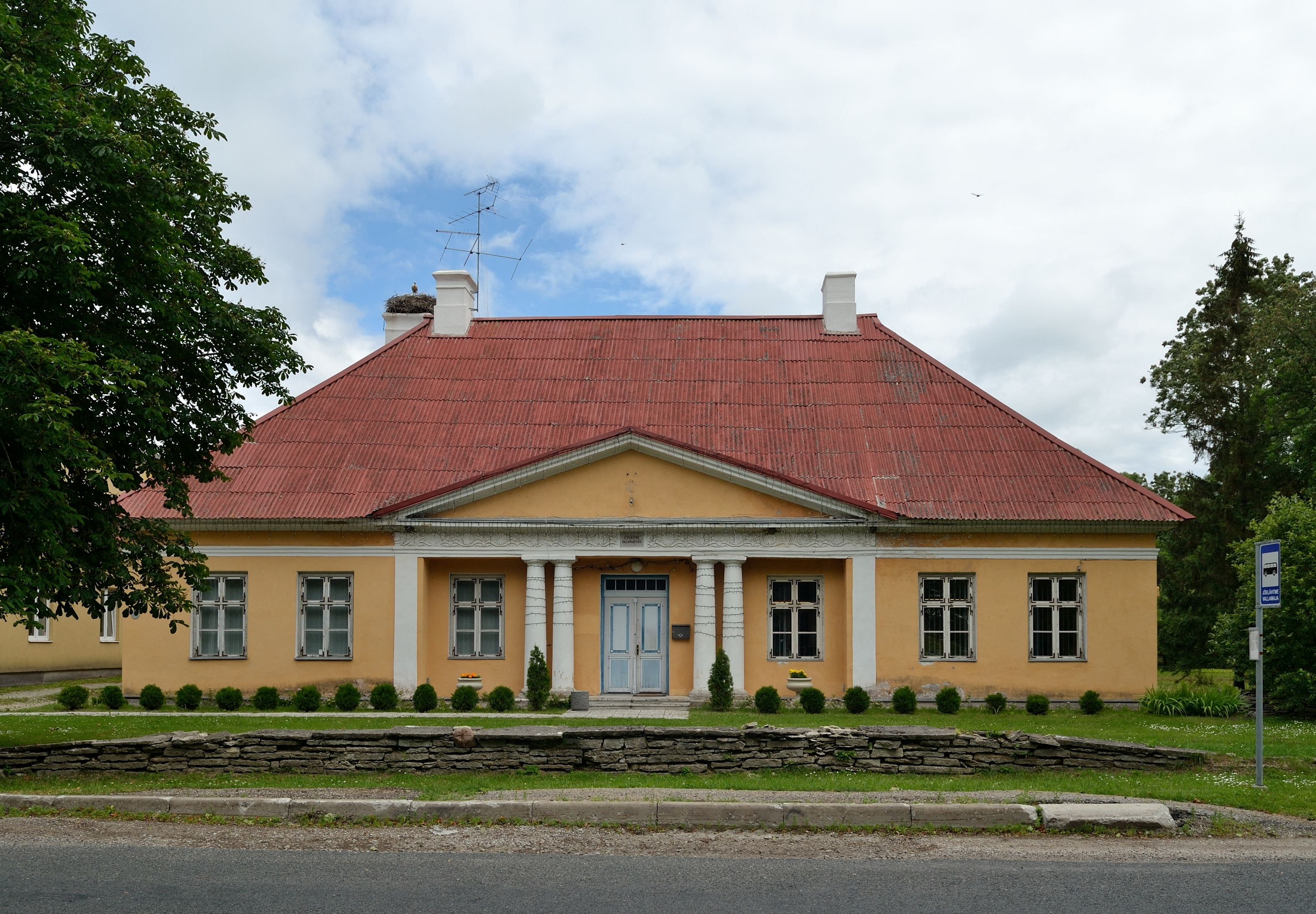
Posthuset i Jõelähtme.
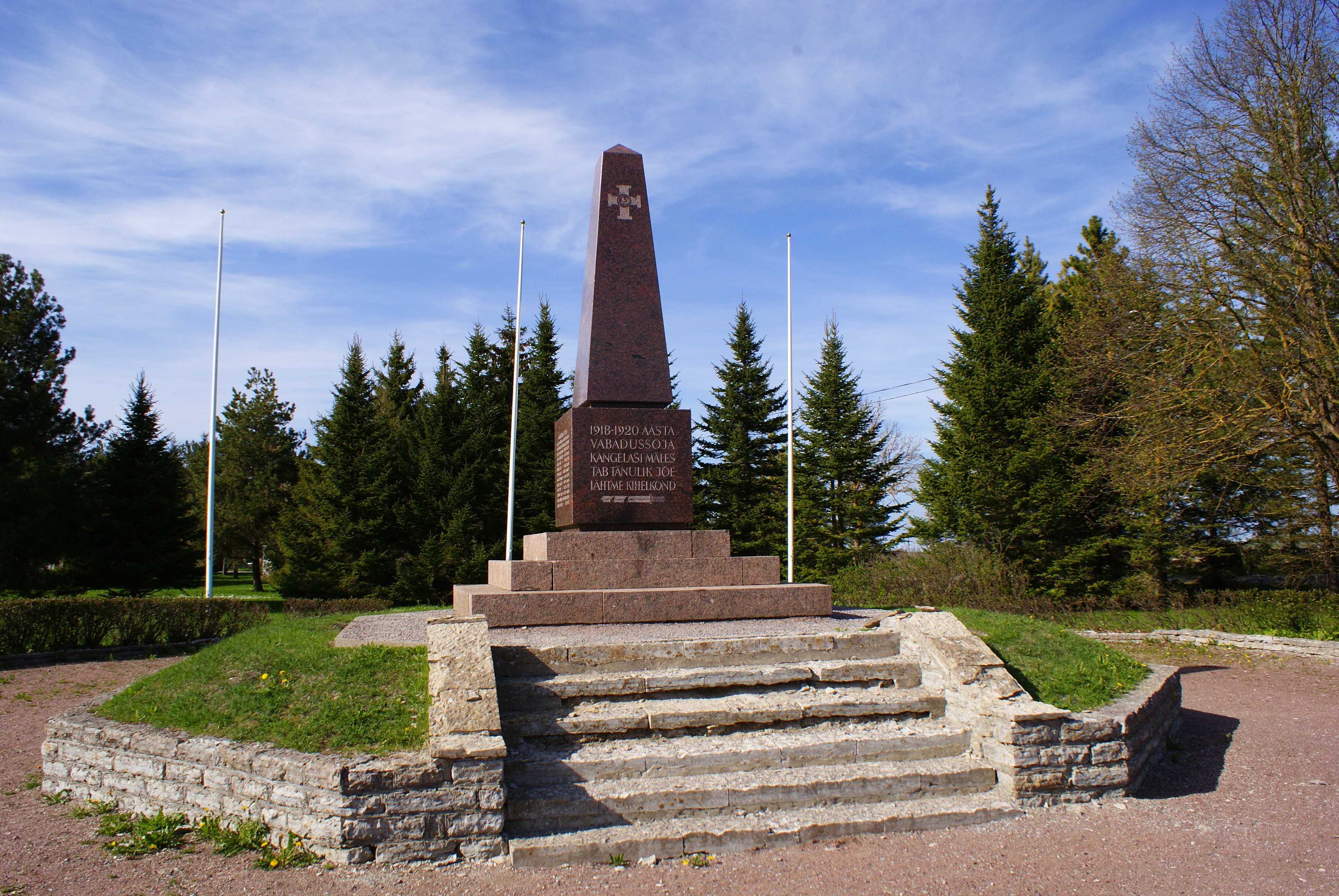
Monument i Jõelähtme över Estlands självständighet.
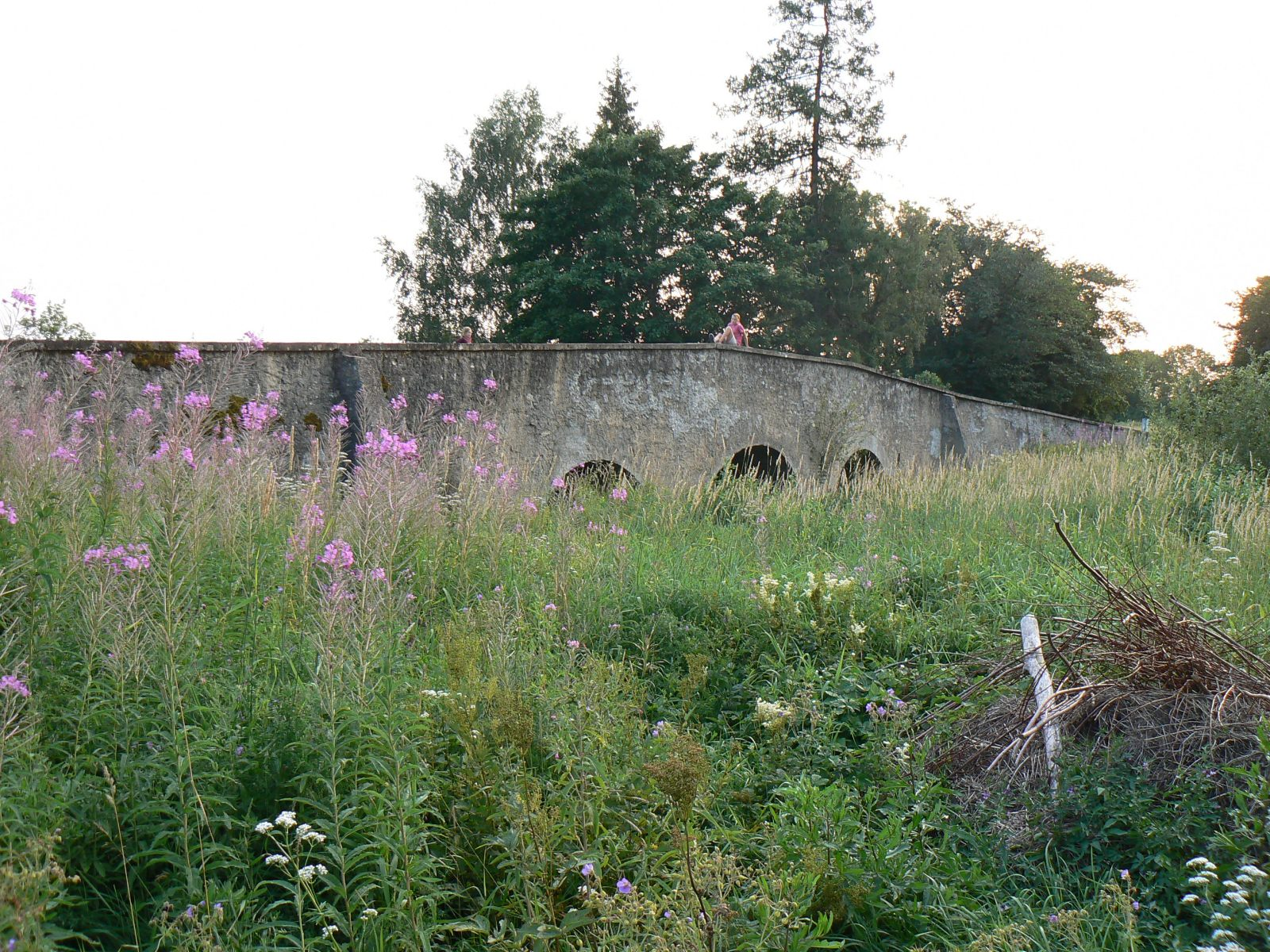
Stenbron i Jõelähtme är från 1820-talet.